# 大月真珠
株式会社大月真珠（おおつきしんじゅ）は、兵庫県神戸市中央区に本社を置く、真珠の加工・販売・輸出および、宝石・宝飾品の販売を行う会社である。

## 概要
大月菊男が1930年に創業した神戸の老舗の真珠加工会社。真珠の養殖から、加工、販売までを行う一貫メーカーで、日本を原産とするアコヤ真珠の取扱量ではトップ。全国真珠養殖漁業協同組合連合会および愛媛県漁業協同組合連合会が実施しているアコヤ真珠1級品入札会では、近年、同社が落札額、落札量とも第1位を続けている。
1975年（昭和50年）には、真珠の輸出額で業界第1位になり、その地位は現在でも続いている。（日本真珠輸出組合統計）
真珠業界の業界団体である社団法人日本真珠振興会の現在の会長は、同社社長の大月京一が務めている。

## 沿革
- 1922年 大月菊男が球形真珠形成法で特許を取得
- 1929年 愛媛県御荘湾に養殖場を開設
- 1930年 大月真珠を愛媛県宇和島市に創業
- 1935年 神戸市に大月商店を開設、卸しと輸出を開始
- 1952年 神戸市に有限会社大月真珠商会を設立
- 1953年 福井県若狭湾、兵庫県淡路島に養殖場を開設
- 1954年 愛媛県の養殖部門を宇和島真珠養殖株式会社として分離・独立
- 1967年 三重県と福井県の養殖場を若狭大月真珠養殖株式会社として別会社化
- 1970年 株式会社大月真珠に改称
- 1994年 インドネシアに白蝶真珠の養殖会社、PT.TIMOR OTSUKI MUTIARAを設立
- 2000年 鹿児島県に鹿児島大月真珠養殖株式会社設立

## 養殖場・研究所
- 賢島養殖場、研究所（三重県）
- 若狭養殖場（福井県）
- 鹿児島養殖場（鹿児島県）